# Rod Thomas
Roderick John „Rod“ Thomas (* 11. Januar 1947 in Glyncorrwg) ist ein ehemaliger walisischer Fußballspieler. Der rechte Außenverteidiger und 50-fache walisische Nationalspieler bestritt fast 300 Ligapartien für Swindon Town und gewann mit dem damaligen Zweitligisten 1969 überraschend gegen den FC Arsenal den Ligapokal. Nach seinem Wechsel zu Derby County errang er 1975 noch die englische Meisterschaft.

## Sportlicher Werdegang
Nach ersten Erfahrungen in der Southern League als Spieler von Gloucester City – nur unweit der walisischen Grenze im Südwesten Englands – schloss sich Thomas im Juli 1964 Swindon Town an. Das damals von Bert Head trainierte Team war in der Saison 1964/65 zunächst noch in der zweitklassigen Second Division aktiv, stieg aus dieser jedoch wieder ab. Thomas selbst musste fast zwei Jahre auf seinen ersten Ligaeinsatz warten, der dann gegen Ende der Drittligasaison 1965/66 mit einem 0:0 gegen Scunthorpe United endete. Ab der Spielzeit 1966/67 etablierte sich Thomas auf der rechten Außenverteidigerposition als dauerhafte Lösung. In den nun folgenden drei Jahren absolvierte er 120 Ligapartien, kam dazu ab 1967 regelmäßig in der walisischen Nationalmannschaft zum Zuge und krönte die Saison 1968/69 mit einem Zweifacherfolg. Dabei gelang ihm mit Swindon Town nicht nur der Wiederaufstieg in die zweite Liga, sondern auch der überraschende Titelgewinn im Ligapokal, nachdem im Finale der FC Arsenal nach Verlängerung mit 3:1 besiegt worden war. In den anschließenden mehr als vier Jahren als Zweitligaakteur bestätigte er seine Leistungen und er galt als einer der landesweit besten Spieler auf seiner Position außerhalb der höchsten englischen Liga. Im November 1973 bot sich schließlich die Gelegenheit zum Wechsel in die First Division. Hintergrund des Transfers war der Trainerwechsel bei Derby County von Brian Clough zu Dave Mackay, wobei Mackay noch kurz zuvor in Swindon an der Seite von Thomas gespielt hatte.
Für eine Ablösesumme von 80.000 Pfund heuerte Thomas in Derby an. Auf dem Weg in die Stammformation musste er jedoch zunächst gleichsam eine Verletzung auskurieren und den weiterhin in der rechten Abwehr als „erste Wahl“ geltenden Ron Webster verdrängen. Und so dauerte es bis zur Rückrunde der Saison 1974/75, in der Thomas von einer Blessur von Webster profitierte und auf dem Weg zum Gewinn der englischen Meisterschaft die letzten 19 Ligapartien (von insgesamt 22 Auftritten) bestritt. Gut anderthalb Jahre danach blieb er als rechter Verteidiger „gesetzt“, bevor ihm nach der Jahreswende 1976/77 der Ire Dave Langan den Posten streitig machte. Nach gerade einmal sechs Meisterschaftspartien im Jahr 1977 wechselte Thomas im November 1977 zurück in seine walisische Heimat zu Cardiff City.
Mehr als vier Jahre war Thomas für den in der zweiten englischen Liga spielenden Klub aktiv und er hatte während der Zeit immer wieder mit Verletzungen zu kämpfen. Im Februar 1982 kehrte Thomas kurz an alte Wirkungsstätte zu Gloucester City zurück und bereits einen Monat später zog es ihn zu Newport County – ebenfalls ein im englischen (Drittliga-)Profifußball agierender walisischer Verein. Letzte bekannte Station vor seinem Karriereende war in der Saison 1982/83 Barry Town.
Zwei Jahrzehnte später verpflichtete ihn Derby Countys damaliger Eigentümer Lionel Pickering als Sportdirektor. Da er aber jenseits des Titels über wenig Entscheidungskompetenz verfügte, endete das im April 2003 begonnene Engagement bereits wieder im November desselben Jahres.

## Titel/Auszeichnungen
- Englische Meisterschaft (1): 1975
- Charity Shield (1): 1975
- Englischer Ligapokal (1): 1969
- Anglo-Italian League Cup (1): 1969
- Anglo-Italian Cup (1): 1970